# Чивитело (Мачерата)
Чивитело (итал. Civitello) насеље је у Италији у округу Мачерата, региону Марке.
Према процени из 2011. у насељу је живело 19 становника. Насеље се налази на надморској висини од 442 м.